# Zemplén-bjergene
Zemplén-bjergene (ungarsk: [ˈzɛmpleːn] ) eller Tokaj-bjergene (ungarsk: [ˈtokɒj] ; ungarsk: Zempléni-hegység eller Tokaji-hegység )  er en bjergkæde i Ungarn.
Dens højeste top er Nagy-Milic der er 894 meter over havets overflade. Området er en del af de nordungarske bjerge i Karpaterne. På dens stejle tinder ligger mange middelalderlige stenslotte, såsom slottet Sárospatak og Füzéri vár (Füzér-slottet).